# Ultime notizie di cronaca
Ultime notizie di cronaca è un album in studio del gruppo musicale italiano Per Grazia Ricevuta, pubblicato il 16 aprile 2009.

## Descrizione
È il quarto album del gruppo, il terzo in studio. Dopo questo album il gruppo ha annunciato lo scioglimento. La produzione esecutiva è di Sergio Delle Cese/NoMusic.

## Tracce
1. Cronaca montana – 4:34
2. Cronaca del 2009 (5769) – 3:29
3. Cronaca di guerra I – 4:42
4. Cronaca del ritorno – 5:52
5. Cronaca d'inverno – 4:59
6. Cronaca di guerra II – 5:05
7. Cronaca filiale – 5:30
8. Cronaca settimanale – 6:43
9. Cronaca divina – 8:04

## Formazione
- Giovanni Lindo Ferretti - voce
- Giorgio Canali - chitarra, voce
- Gianni Maroccolo - basso, electronics